# Перевоз (Россонский район)
Перево́з (бел. Пераво́з) — деревня в Россонском районе Витебской области Белоруссии. Входит в состав Краснопольского сельсовета.
До 2004 года входила в состав Заборского сельсовета, ныне упразднённого.

## Достопримечательности
Рядом с деревней Перевоз расположены два археологических объекта, включённых в Государственный список историко-культурных ценностей Республики Беларусь:
- Гора Рогволода и Рогнеды (XII в.).
- Курганный могильник (IX—XIII вв.)